# (35190) 1994 AW
(35190) 1994 AW est un astéroïde de la ceinture principale d'astéroïdes découvert en 1994.

## Description
(35190) 1994 AW a été découvert le 4 janvier 1994 à l'observatoire astronomique d'Ōizumi, situé à Ōizumi, dans la préfecture de Gunma, au Japon, par Takao Kobayashi.

### Caractéristiques orbitales
L'orbite de cet astéroïde est caractérisée par un demi-grand axe de 2,61 ua, un périhélie de 2,25 ua, une excentricité de 0,14 et une inclinaison de 1,26° par rapport à l'écliptique. Du fait de ces caractéristiques, à savoir un demi-grand axe compris entre 2 et 3,2 ua et un périhélie supérieur à 1,666 ua, il est classé, selon la JPL Small-Body Database, comme objet de la ceinture principale d'astéroïdes.

### Caractéristiques physiques
(35190) 1994 AW a une magnitude absolue (H) de 14,2 et un albédo estimé à 0,188.